# Togul (Ort)
Togul (russisch Тогул) ist ein Dorf (selo) in der Region Altai (Russland) mit 4349 Einwohnern (Stand 14. Oktober 2010).

## Geographie
Der Ort liegt gut 140 km Luftlinie östlich des Regionsverwaltungszentrums Barnaul im westlichen Vorland des Salairrückens. Er befindet sich am Fluss Togul, nach dem es benannt ist, wenig oberhalb seiner Mündung in den Uksunai, der wiederum etwa 10 km südwestlich in den rechten Ob-Nebenfluss Tschumysch mündet.
Togul ist Verwaltungssitz des Rajons Togulski sowie Sitz der Landgemeinde Togulski selsowet, zu der neben dem Dorf Togul noch die Dörfer Schumicha und Titowo sowie die Siedlung Lnosawod gehören.

## Geschichte
Das Dorf wurde 1801, nach anderen Angaben bereits um 1770 gegründet. 1924 wurde Togul Zentrum eines Rajons.

### Bevölkerungsentwicklung
| Jahr | Einwohner |
| ---- | --------- |
| 1939 | 5730      |
| 1959 | 5030      |
| 1970 | 4965      |
| 1979 | 5585      |
| 1989 | 5471      |
| 2002 | 4976      |
| 2010 | 4349      |

Anmerkung: Volkszählungsdaten

## Verkehr
Kytmanowo liegt an der Regionalstraße R367, die bei Salessowo von der Fernstraße Altai-Kusbass abzweigt und durch den Nordostteil der Region Altai über die Rajonzentren Sarinsk, Kytmanowo und Togul nach Martynowo an der R366 Bijsk – Nowokusnezk führt.